# Lamborghini P147
Con il nome P147 (o L147) venne identificata la sigla interna di progetto del 1988 per una vettura sportiva con la quale la Lamborghini Automobili intendeva sostituire l'allora ammiraglia Diablo.

## Contesto
Nell'estate del 1995 il consiglio di amministrazione della Lamborghini presieduto dal gruppo indonesiano Megatech deliberò l'avvio del progetto che avrebbe dovuto generare l'erede della Diablo. Quest'ultima si era ampiamente dimostrata all'altezza delle sue progenitrici Miura e Countach, ma dopo solo cinque anni gli ordinativi cominciavano già a contrarsi, cosa preoccupante in ragione del fatto che la Diablo era il solo modello in listino. La proprietà asiatica, più preoccupata di risanare i conti che di mantenere gli standard del prodotto
, si dimostrò indecisa su come muoversi, lesinando i finanziamenti necessari allo sviluppo e tentennando sulle decisioni da prendere. L'allora amministratore delegato Micheal J. Kimberly si dimise nel 1996 lasciando il posto a Vittorio Di Capua che, per accelerare i tempi, decise che il progetto venisse elaborato partendo dalla meccanica della Diablo anziché svilupparne una nuova. Sul profilo stilistico invece si manifestarono tutte le incertezze della dirigenza la quale, anziché concentrare gli sforzi in una direzione precisa, preferì varare due distinti progetti paralleli. I prototipi risultanti furono battezzati, secondo indicazione della Lamborghini stessa, Canto e Acosta.

## P147 Canto

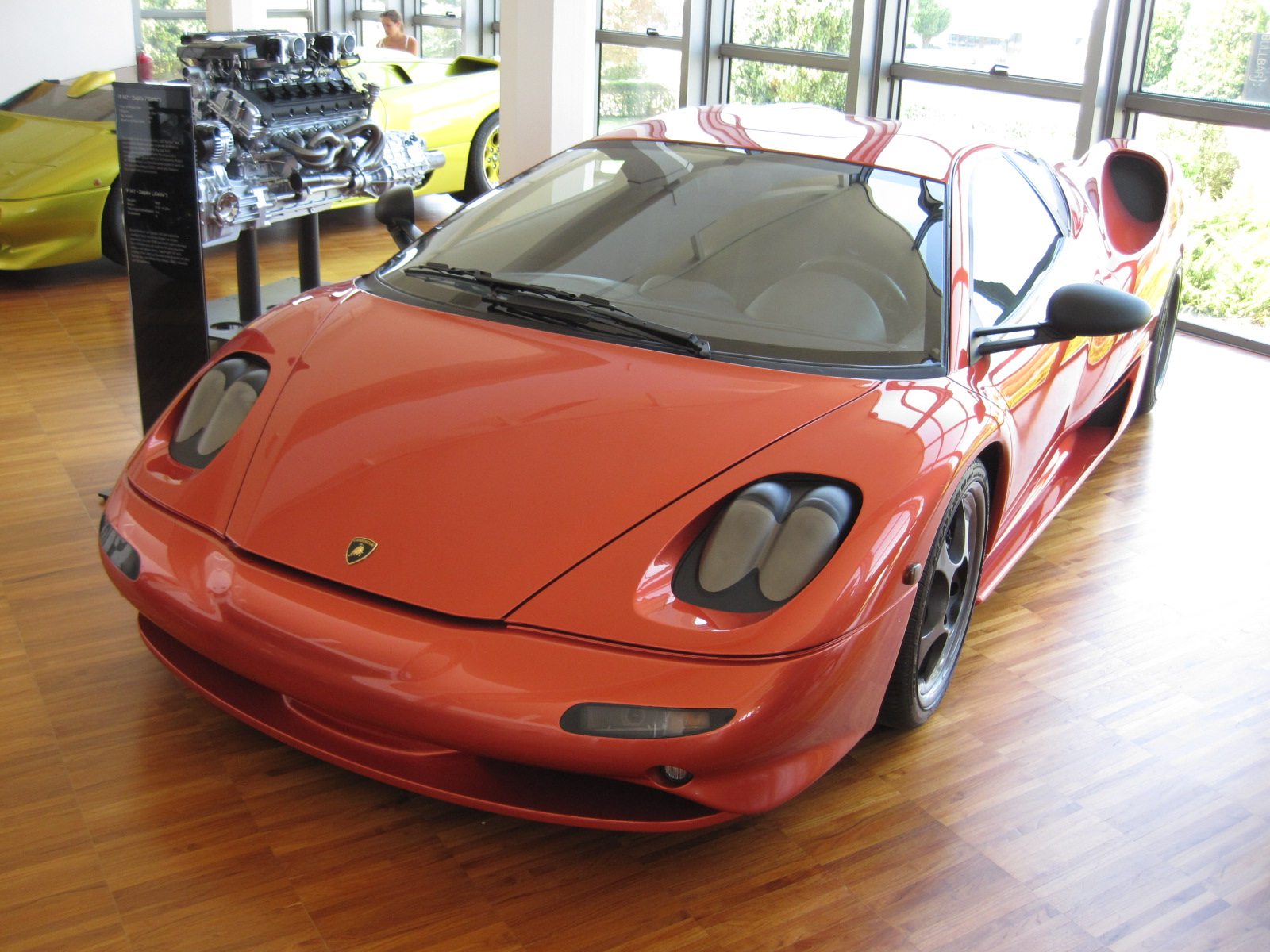
Versione definitiva della Canto

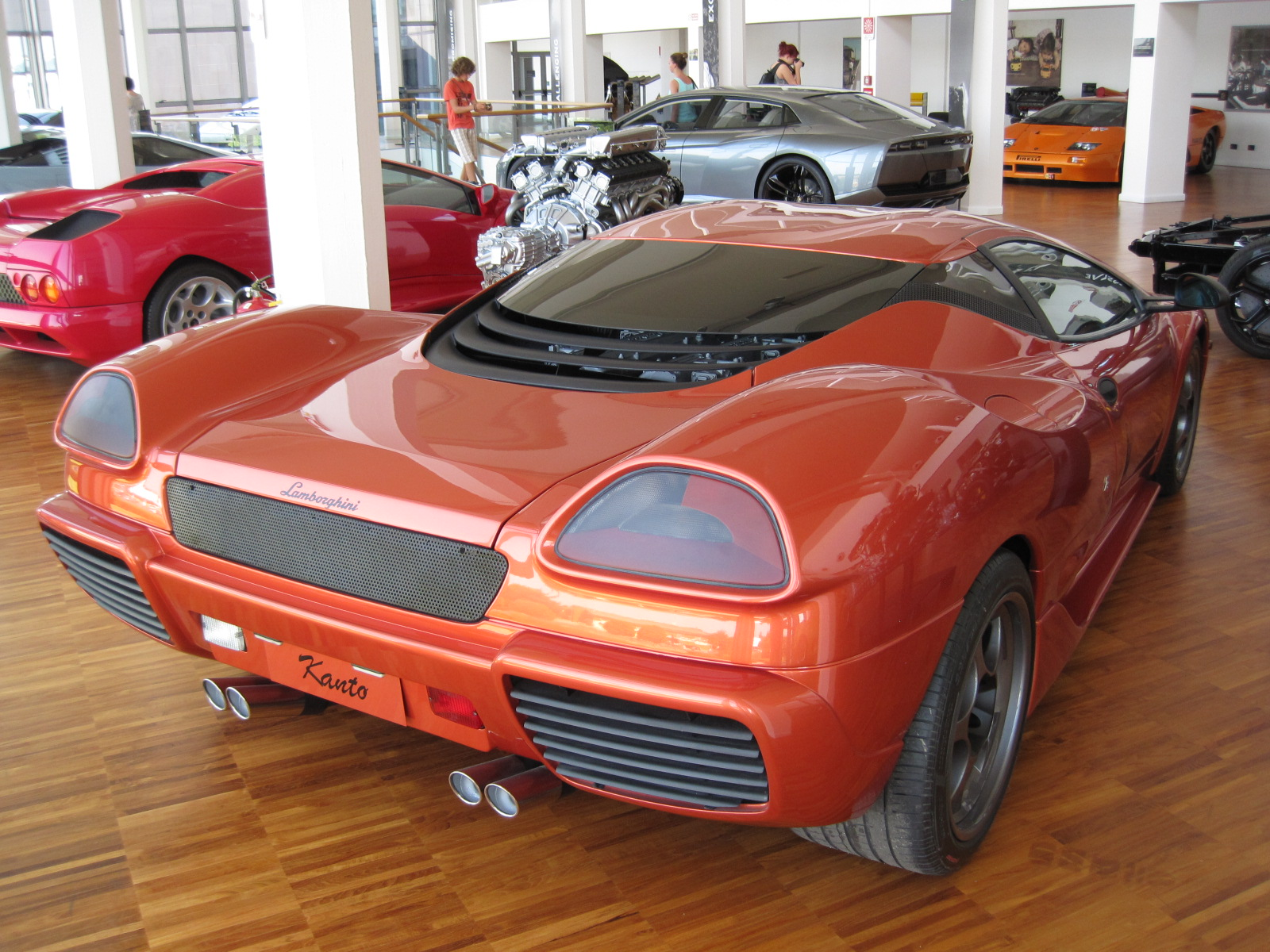
Vista posteriore

Il primo progetto fu commissionato alla SZ Design di Andrea Zagato che non aveva uno stretto legame con la Lamborghini (prima di allora aveva disegnato solo la poco fortunata 3500 GTZ del 1965) ma aveva da poco presentato un laboratorio marciante proprio su meccanica della Diablo, la Raptor. Lo stilista di Zagato, il giapponese Nori Harada, disegnò la Canto, auto che richiamava fortemente la Diablo, sia nei volumi che nelle scelte tecniche; le porte con apertura a forbice, così come le ruote lenticolari a cinque fori, erano un richiamo alla tradizione Lamborghini. Tutte cose che le fecero meritare l'appellativo di “SuperDiablo”. La linea presentava altresì alcune soluzioni ereditate dal prototipo Raptor, come la vetratura che circondava completamente il padiglione (facendolo sembrare un cockpit aeronautico) o le prese d'aria curvilinee davanti alle ruote posteriori. Harada inoltre non rinunciò ad inserire, anche se appena accennato, il tratto distintivo dell'atelier Zagato, le due gobbe parallele sul tetto.
La linea della Canto era globalmente equilibrata e armoniosa, ma fu giudicata poco in linea con i canoni stilistici Lamborghini e soprattutto aveva dettagli, come i 4 fari ovali a rilievo, troppo arditi per un'auto di produzione. Ad impensierire di più però furono le grandi e sgraziate prese d'aria per i radiatori che si erano rese necessarie a causa dei problemi di raffreddamento del motore V12. Anche se rimpicciolite in corso d'opera, non riuscirono però mai ad essere convincenti.

## P147 Acosta

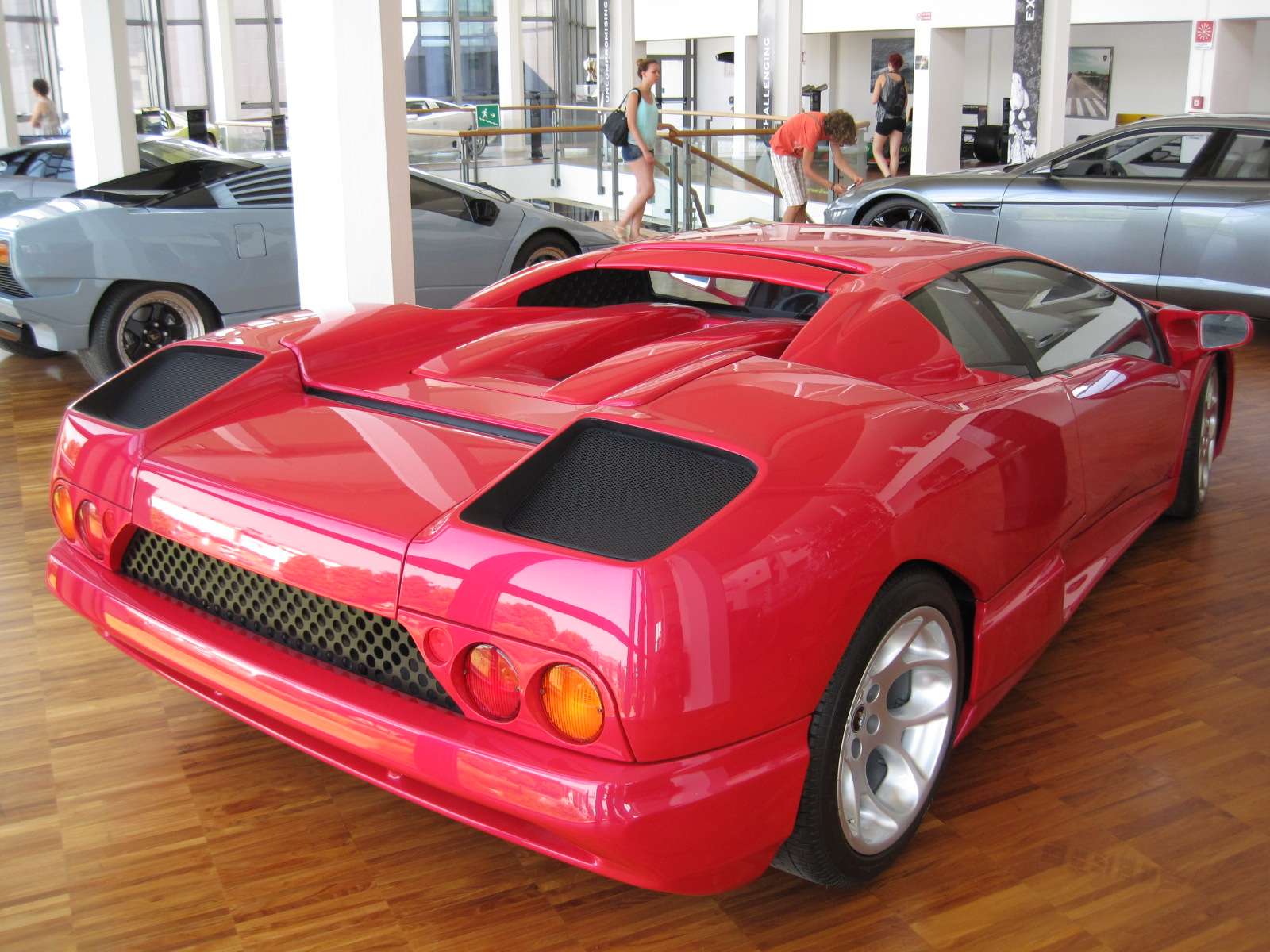
Vista posteriore

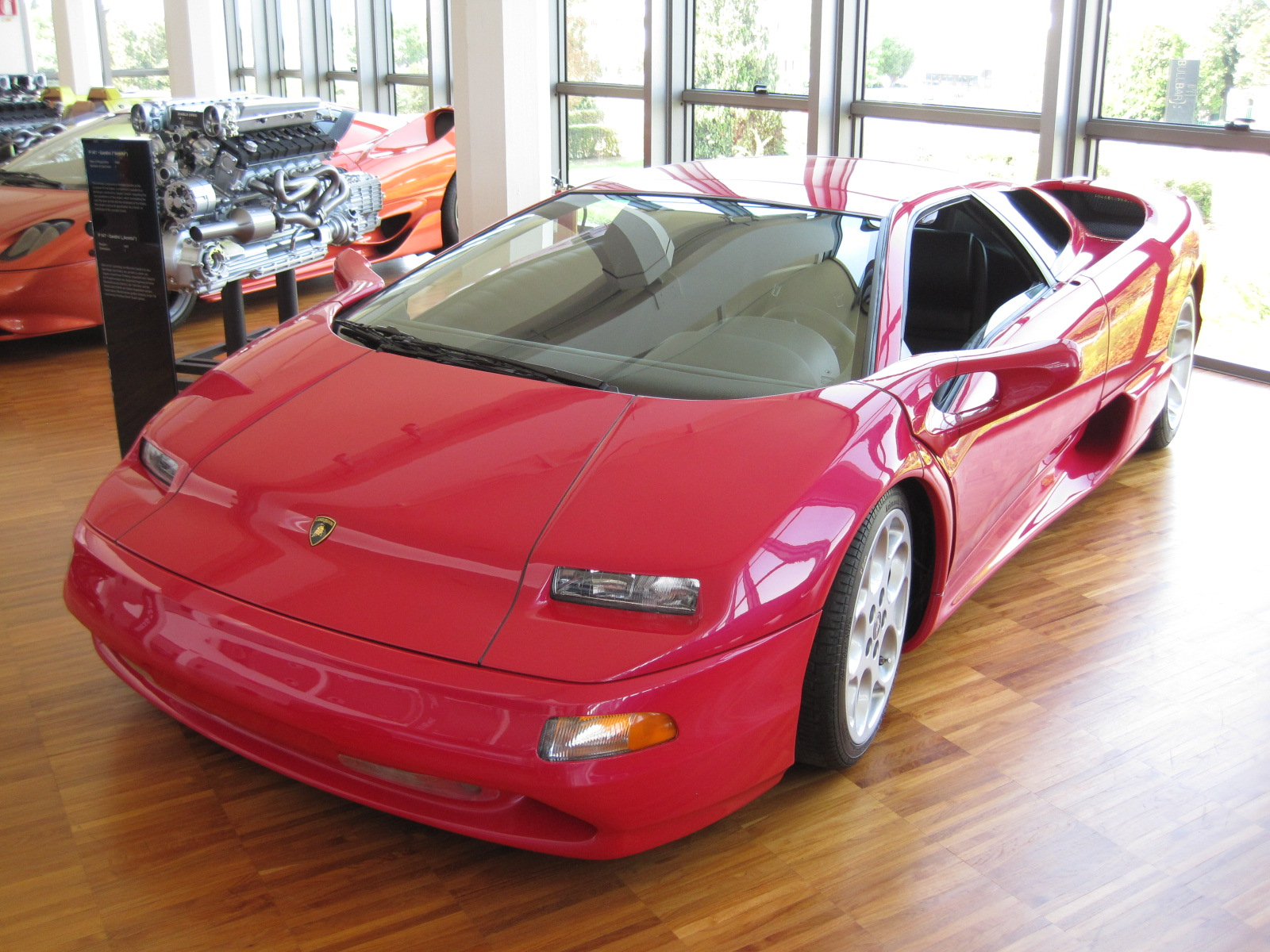
La Lamborghini P147 Acosta

Forte della paternità di tutti i precedenti capolavori della Lamborghini, l'altro progetto fu affidato a Marcello Gandini, uscito da tempo dalla Bertone ed ora operante in proprio. Anche la creazione di Gandini aveva proporzioni conformi allo stile della casa del toro, ma presentava soluzioni ancora più originali e controverse. I sottili fari anteriori erano uniti da una scalfatura che creava un marcato gradino trasversale sul cofano. Le grandi prese d'aria posteriori (segno che anche questo secondo gruppo di studio aveva riscontrato gli stessi problemi di raffreddamento evidenziati da Zagato) erano più schiacciate ed equilibrate di quelle della Canto, ma erano seguite da altrettanto grandi sfoghi che terminavano in prossimità della coda. Un piccolo spoiler era inserito sopra il cofano motore subito dietro l'abitacolo. In generale il design della Acosta era più squadrato di quello della concorrente ma anche questo fu giudicato troppo personale e innovativo.

## Scelta finale
La Acosta venne accantonata quasi subito ed il prototipo rimase una maquette priva di motore. Della Canto invece vennero realizzati diversi esemplari, ciascuno con rilevanti modifiche di carrozzeria e di vari colori (nero, argento, rosso e arancione), sui quali furono montate diverse evoluzioni del V12 da 5,7 litri. Uno di questi superò la velocità di 350 km/h durante alcuni test sulla pista di Nardò (anche se il dato non venne mai confermato ufficialmente). Nonostante rimanessero perplessità sulla linea, la versione definitiva della Canto (quella di colore arancione) fu equipaggiata con l'ultima versione disponibile del motore da 575 CV e la sua presentazione ufficiale venne fissata per il salone di Ginevra del 1999: ma cosí non fu. Nel frattempo, infatti, la Lamborghini non stava attraversando solo l'ennesima variazione di assetto, ma un vero cambiamento societario. Giuseppe Greco sostituì Di Capua alla presidenza
. Il direttore tecnico Luigi Marmiroli (che aveva progettato motore e telaio della Diablo) si dimise ed al suo posto arrivò Massimo Ceccarani
. Il controllo azionario della Lamborghini infine passò nelle mani della tedesca Audi che scartò definitivamente entrambi i progetti della P147. La definizione dell'erede della Diablo ripartì da zero affidata al designer belga Luc Donckerwolke. Meno di due anni dopo venne presentata la Murciélago.
Oggi l'unico prototipo costruito della Acosta e l'ultima evoluzione della Canto sono conservati, uno fianco all'altro,  presso il museo Lamborghini di Sant'Agata Bolognese. Durante l'ultimo restauro conservativo alla Canto fu applicata una targa posteriore recante il nome “Kanto” a causa di un errore di trascrizione, fra l'altro non è mai stato corretto e la targa errata è ancora presente.